# Selección de fútbol del Pueblo Rohinyá
La Selección de fútbol del Pueblo Rohinyá es el equipo que representa al Pueblo Rohinyá, un grupo étnico predominantemente musulmán en el estado de Rakhine, Myanmar (también conocido como Arakan, Burma). No está afiliado a la FIFA o a la AFC, y por lo tanto no puede competir en los torneos que estos organizan. Sin embargo el equipo es miembro de la ConIFA, una federación de asociaciones de fútbol que representa a minorías étnicas y naciones apátridas.
Está compuesto por refugiados que viven en Kuala Lumpur, Malasia, que son miembros del Rohingya Football Club, que se fundó el 10 de enero de 2015. El equipo está patrocinado por Rohingya Vision TV, el Proyecto Kick (ONG) y el Gobierno de Australia.